# Джойс Кери
Джойс Кери (на английски: Joyce Cary) е виден англо-ирландски писател на произведения в жанра драма, мемоари и документалистика.

## Биография и творчество
Артър Джойс Лунъл Кери е роден на 7 декември 1888 г. в Лондондѐри, Северна Ирландия, в семейството на Артър Кари, инженер, и Шарлот Джойс, дъщеря на банкер. След раждането му семейството се премества в Лондон. Голяма част от летата на детството си прекарва в къщата на баба си в Инишоуен в Северна Ирландия и в Кромуел Хаус в Англия, дом на неговия прадядо. Здравето му като дете е лошо, той страда от астма и е почти сляп с едното око, заради което носи монокъл от 20-годишен.
Учи в Клифтън Колидж в Бристъл. В този период умира майка му, завещавайки му малко наследство, което му служи като финансова база до 30-те години на миналия век. Решава да стане художник и през 1906 г. пътува до Париж, а след това учи изкуство в Единбург.
Разбирайки, че не успява в рисуването, се насочва към литературата. Започва да пише поезия и постъпва в Тринити Колидж в Оксфорд, където в периода 1909 – 1912 г. учи право. Там се сприятелява със състудента си Джон Мидълтън Мъри, бъдещ писател, с когото отиват на ваканция в Париж. Ученето не го влече и той напуска университета.
Търсейки приключения, през 1912 г. заминава за Кралство Черна гора и служи в Червения кръст по време на Балканските войни. Впечатленията и преживяванията си описва в „Мемоар на боботите“ (1964), който е публикуван чак след смъртта му.
Връщайки се в Англия на следващата година, опитва да участва в ирландската селскостопанска кооперативна схема, но проектът пропада. Той се включва в нигерийската политическа служба и по време на Първата световна война служи с нигерийски полк, сражавайки се в германската колония Камерун. През 1916 г. е ранен в битката при планината Мора и се връща в Англия в отпуск. Жени се за Гъртруд Огливи и три месеца по-късно се връща в Нигерия оставяйкия я бременна с първото им дете. От 1917 г. служи като колониален офицер заемайки различни длъжности. Виждайки проблемите на местното население и колониалната власт, работи по осигуряването на чиста вода и пътища за свързване на отдалечените села с градовете.
През 1920 г. няколко от историите му, които пише в Африка, са публикувани в американското списание „The Saturday Evening Post“ под псевдонима Томас Джойс. Това го мотивира да напусне службата в Нигерия и да се насочи към писателска кариера. С жена си вземат къща в Оксфорд. Те имат трима синове, включително композитора Тристрам Кари.
Той работи усилено върху развитието си като писател, но краткият му икономически успех скоро приключва, и въпреки че пише неуморно и прави задълбочени проучвания, не може да реализира творбите си. Семейството му преживява трудни времена, особено в годините на Голямата депресия, когато дава под наем къщата си.
Първият му роман „Aissa Saved“ е издаден през 1932 г. Той представя историята на африканско момиче, приело християнството, но все още запазващо езическите си елементи във вярата си. Тази и следващата му книга „Американски посетител“ (1933) не са особено успешни. Едва следващите „Африканската вещица“ (1936), „Castle Corner“ (1938) и „Господин Джонсън“ (1939) му носят известен успех.
За романите си „Castle Corner“ и „Къща на децата“ (1941) ползва впечатленията си от времето преживяно в къщата на баба си в Инишоуен в Ълстър, един от изгубените впоследствие имоти на семейството му. Книгата „Къща на децата“ печели литературната награда „Джеймс Тайт“.
В следващите години Кари пише най-известните си произведения, изследващи историческите и социални промени в Англия през собствения му живот. Първата му трилогия включва романите „Самата изненадана“ (1941), „Да бъдеш поклонник“ (1942) и „Направо от извора“ (1944). Те му осигуряват признание и финансова свобода. Във връзка с есето му „Случаят за африканска свобода“ (1941) е помолен от режисьора Торолд Дикинсън да му помогне през 1943 г. за заснемането на военния филм „Men of Two Worlds“, поставен отчасти в Африка.
През 1946 г. участва във втори проект на Дикинсън в Индия, но борбата на местното население срещу британците налага проектът да бъде изоставен. През същата година е публикуван романът му „Лунна светлина“ за трудностите на жените, с който приключва дългия период на интензивното му творчество.
Съпругата му Гъртруд умира от рак през 1949 г. Същата година е издаден и романа му „A Fearful Joy“ (Страховита радост). В следващите години работи по втората си трилогия.
През 1952 г. здравето му се влошава и в следващите години е диагностициран с тежката диагноза амиотрофична латерална склероза, която води до неговата постепенна и пълна парализа. В началото работи с писалка привързана за ръката му, а след това с диктовка, докато изобщо може да твори.
Романът му „Направо от извора“ е екранизиран през 1958 г. във филма „От първоизточника“ с участието на Алек Гинес, Кей Уолш и Рене Хюстън. През 1990 г. е екранизиран в едноименния филм романът му „Господин Джонсън“ с участието на Пиърс Броснан, Едуард Уудуърд и Мейнард Езиаши.
Джойс Кери умира на 29 март 1957 г. в Оксфорд, Англия.

## Произведения

### Самостоятелни романи
- Aissa Saved (1932)
- An American Visitor (1933)
- The African Witch (1936)
- Castle Corner (1938)
- Mister Johnson (1939)
- Charley Is My Darling (1940)
- A House of Children (1941) – награда „Джеймс Тайт“
- The Moonlight (1946)
- A Fearful Joy (1949)
- Cock Jarvis (1974)

### Серия „Първа трилогия“ (First Trilogy)
1. Herself Surprised (1941)
2. To Be a Pilgrim (1942)
3. The Horse's Mouth (1944)
Направо от извора, изд.: „Народна култура“, София (1974), прев. Людмила Харманджиева

### Серия „Втора трилогия“ (Second Trilogy)
1. Prisoner of Grace (1978)
2. Except the Lord (1953)
3. Not Honour More (1955)

### Сборници
- Spring Song (1970)

### Документалистика
- Power in Men (1939)
- The Case for African Freedom (1941)
- Process of Real Freedom (1943)
- Dictionary of Cat Lovers (1952)
- Art and Reality (1958)
- The Captive And The Free (1959)
- Memoir of the Bobotes (1964)
- Selected Essays (1976)

### Разкази
- Типично преживяване, сп.: „Съвременник“, София (1997), прев. Здравка Ефтимова

### Екранизации
- 1936 Give Me Your Heart
- 1946 Men of Two Worlds – история
- 1950 Studio One – ТВ сериал, 1 епизод
- 1952 Secret People
- 1958 От първоизточника, The Horse's Mouth
- 1990 Господин Джонсън, Mister Johnson
- 2007 The Girls – история